# Artpop
Artpop је трећи албум америчке кантауторке Лејди Гаге, издат 11. новембар 2013. На њему се налазе хит песме Applause, Do What U Want, Venus, Gypsy и G.U.Y..

## О албуму
Лејди Гага је у јуну 2013. године најавила излазак трећег студијског албума Artpop (стилизован као "ARTPOP") за 11. новембар 2013. године и први сингл Applause који је објавила 12. августа 2013. године. За потребе снимања тог студијског албума, певачица је одустала од старе дуге плаве косе са шишкама на челу у корист дуге црне косе без шишки на челу, што је повратак коренима, док је на омоту албума присутна плавокоса варијанта певачице. Песма је требало да изађе 19. августа али је померила датум објављивања за 7 дана уназад. 19. августа 2013. године је пред пуним Тајмс сквером у емисији Good Morning America представила спот за песму Applause. 25. августа премијерно је први пут после операције кука у фебруару наступила на додели МТV ЕМА 2013. са песмом Applause.
Дана 1. септембра на iTunes' фестивалу 2013. године одржала је један концерт после операције кука на којем је отпевала осам песама са новог албума Artpop: Aura, MANiCURE, ARTPOP, Jewels and Drugs, Sex Dreams, Swine, I Wanna Be With You и Applause. Лејди Гага, се такође појављује у филму "Маchete Kills" који је изашао 11. октобра 2013. 21. октобра Лејди Гага је објавила сингл "Do What U Want" који је био промотивни сингл, али је након великог успеха на топ листама постао званичан сингл. Промотивни сингл „Venus“ изашао је 27. октобра, а други промотивни сингл „Dope“ изашао је 4. новембра 2013. "artRAVE: The ARTPOP Ball Tour" је назив њене 4. светске турнеје која почиње у мају 2014.

## Списак песама
1. Aura - 3:55
2. Venus - 3:53
3. G.U.Y. - 3:52
4. Sex Dreams - 3:34
5. Jewels N' Drugs (ft. T.I., Too $hort, and Twista) - 3:48
6. MANiCURE - 3:19
7. Do What U Want (ft. R. Kelly) - 3:47
8. ARTPOP - 4:07
9. Swine - 4:28
10. Donatella - 4:24
11. Fashion! - 3:59
12. Mary Jane Holland - 4:37
13. Dope - 3:41
14. Gypsy - 4:08
15. Applause - 3:32